# Саратовское (посёлок)
Саратовское (до 1938 — Гросс Шореллен (нем. Groß Schorellen), до 1946 — Адлерсвальде (нем. Adlerswalde)) — посёлок в Краснознаменском муниципальном округе Калининградской области России. 

## Топоним
До 1938 года носил название Гросс Шореллен (нем. Groß Schorellen). В период с 1938 по 1946 годы назывался Адлерсвальде
(нем. Adlerswalde).

## География
Находится в северо-восточной части Калининградской области, в зоне хвойно-широколиственных лесов, в пределах Шешупе-Инстручской равнины.

### Климат
Климат характеризуется как переходный от морского к умеренно континентальному. Среднегодовая температура воздуха — 8,3 °C. Средняя температура воздуха самого холодного месяца (января) — −0,9 °C; самого тёплого месяца (июля) — 18,5 °C. Годовое количество атмосферных осадков — 883 мм, из которых 586 мм выпадает в период с апреля по октябрь.

## История
В период с 2008 по 2016 годы Саратовское входило в состав Весновского сельского поселения Краснознаменского района, с 2016 по 2022 годы — в состав Краснознаменского городского округа.

## Население
| 1867 | 1885 | 1905 | 1910 | 1933 | 1939 |
| ---- | ---- | ---- | ---- | ---- | ---- |
| 132  | ↗148 | ↗198 | ↘185 | ↗278 | ↘256 |
| 2002 | 2010 |      |      |      |      |
| ↘12  | ↘11  |      |      |      |      |

### Национальный и гендерный состав
Согласно результатам переписи 2002 года, в национальной структуре населения русские составляли 77 % из 44 человек, из них 25 мужчин, 19 женщин.